# Pselliophora divisa
Pselliophora divisa är en tvåvingeart. Pselliophora divisa ingår i släktet Pselliophora och familjen storharkrankar.

## Underarter
Arten delas in i följande underarter:
- P. d. divisa
- P. d. limbativena